# 広瀬正典
広瀬 正典（ひろせ まさのり、1938年1月10日 - 2021年6月29日）は、日本の経営者。新キャタピラー三菱社長を務めた。

## 経歴
愛知県名古屋市出身。1961年に大阪大学工学部を卒業し、同年に新三菱重工業(のちの三菱重工業)に入社。
1995年に取締役に就任し、1998年に常務を経て、2001年6月に社長に就任。2007年6月に相談役に就任。
2021年6月29日膀胱癌のために死去。83歳没。